# IC 2438
IC 2438 је група звијезда у сазвјежђу Жирафа која се налази на листи објеката дубоког неба у Индекс каталогу.
Деклинација објекта је + 73° 24' 50" а ректасцензија 9h 14m 11,0s.